# Fungia fragilis
Espèce
Synonymes
- Cycloseris fragilis Alcock, 1893
- Cycloseris patelliformis (Boschma, 1923)
- Diaseris fragilis Alcock, 1893

Statut CITES
Fungia fragilis est une espèce de coraux appartenant à la famille des Fungiidae.